# Heidelberger Ruderklub

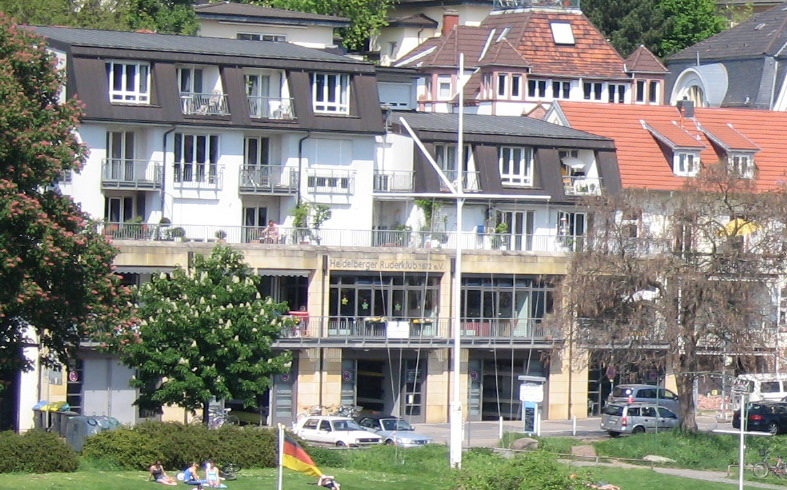
Vereinsbootshaus am Neckar

Der Heidelberger Ruderklub 1872 e. V. (HRK) ist ein 1872 gegründeter Sportverein aus Heidelberg. Neben dem Rudern wird im HRK auch erfolgreich Rugby betrieben.

## Rudern

### Geschichte
Die Mitglieder der ehemaligen Bootsgemeinschaft Bismarck gründeten am 9. Mai 1872 den Deutschen Flaggen-Club. 1875 schlossen sich diesem alle weiteren Heidelberger Rudervereine an und bildeten damit den heutigen HRK. 1880 wurde die erste auswärtige Regatta gewonnen. 1928 nahmen Heinrich Bender und Rudi Wild an den Olympischen Sommerspielen in Amsterdam teil. 2000 wurde das neunte Bootshaus des HRK in Betrieb genommen.
Unter dem Dach des Heidelberger Regattaverbandes organisieren der HRK und die Rudergesellschaft Heidelberg seit 1923 gemeinschaftlich die mittlerweile jährliche Heidelberger Ruderregatta im Mai. Gegenwärtig hat der HRK knapp 450 aktiv rudernde Mitglieder. Die Stammstrecke befindet sich auf dem Neckar zwischen der Alten Brücke (Flusskilometer 25,4) und dem Wehrsteg (Flusskilometer 22,6).

### Erfolge
Auszug aus den Erfolgen des Heidelberger Ruderklubs.
- 1891 Gewinn des Frankfurter Inselpreises
- 1913 Europameisterschaft (Männer-Einer)
- 1930 Vizestudentenweltmeister (Zweier ohne Steuermann)
- 1985 Weltmeister (Leichtgewichts-Vierer ohne Steuerfrau)
- 1987 U23-Weltmeister (Frauen-Doppelvierer)
- 1989 und 1990 Deutscher Meister (Leichtgewichts-Vierer ohne Steuerfrau)
- 1993 Deutscher Meister (Frauen-Achter)
- 1994 Weltmeister (Frauen-Achter)
- 1996 Olympiateilnahme (Frauen-Achter)
- 2000–04 Deutsche Sprintmeister (Männer-Achter)
- 2000 Deutsche Sprintmeister (Frauen-Doppelvierer)
- 2010 Deutsche Meister (Leichtgewichts-Doppelzweier der Frauen)
- 2012 Platz 2 in der Ruder-Bundesliga (Heidelberger Leben-Achter)[2]

## Rugby

### Geschichte
Edward Hill Ullrich, der 1891 die Rugby-Union-Regeln ins Deutsche übersetzte, gründete die Rugbyabteilung des HRK. Sie war die erste ihrer Art in Deutschland. Anfangs wurde im Sommer gerudert und im Winter Rugby gespielt. Bis in die Mitte des zwanzigsten Jahrhunderts übten viele Mitglieder beide Sportarten aus. 1960 bekam die Rugbyabteilung eine eigene Spielstätte im Heidelberger Stadtteil Kirchheim.

### Erfolge
Vierzehn Mal gewann der HRK die Deutsche Rugby-Meisterschaft: 1927, 1928, 1971, 1973, 1976, 1986 und 2010 bis 2015 sowie 2017 und 2018. Die elfte deutsche Meisterschaft gelang dem HRK am 21. Juni 2014 durch einen 43:20-Sieg in Pforzheim gegen den TV Pforzheim 1834. Die zwölfte deutsche Meisterschaft gelang dem HRK am 16. Mai 2015 durch einen 53:27 (29:6) in Heidelberg gegen den TV Pforzheim 1834. Den 13. Titel gewann der HRK am 26. Juni 2017 mit einem 39:35 (15:18). Den bis dato letzten Titel gewann der Heidelberger Ruderklub am 2. Juni 2018 gegen die RG Heidelberg mit einem souveränen 47:12(26:0)-Sieg in Berlin. Durch einen 27:15-Sieg gegen die Timisoara Saracens aus Rumänien am 21. April 2018 hat sich der HRK für den European Challenge Cup qualifiziert.
Der HRK wurde dreimal Deutscher Pokalsieger (1973, 1976 und 2011) sowie 2011, 2013 und 2014 Deutscher Meister im 7er-Rugby. Die Jugendabteilung gewann seit 1969 insgesamt 28 Titel. Die Frauenmannschaft gewann 2006 und von 2008 bis 2013 sowie 2015 die Deutsche 7er-Meisterschaft und von 2010 bis 2015 sechsmal in Folge die Deutsche 15er-Meisterschaft.

### Ausschluss von der Teilnahme am European Challenge Cup
Aufgrund eines Interessenkonflikts hat die Führung des European Challenge Cup im Juni 2018 den HRK von der Teilnahme ausgeschlossen. Ausschlaggebend hierfür sei die enge Bindung zwischen HRK und ihrem Ehrenmitglied Hans-Peter Wild zum einen, sowie zwischen Hans-Peter Wild und dem in seinem Besitz befindlichen französischen Traditionsclub Stade Français Paris zum anderen. Beide Vereine wären in der Saison 2018/19 für die Teilnahme qualifiziert. Ein Großteil der HRK-Spieler (gleichzeitig auch Nationalspieler) steht in der von Hans-Peter Wild gegründeten Firma GFR – Gesellschaft zur Förderung des Rugbysports mbH unter Vertrag. Diese sind somit ebenso durch Wild finanziert, wie die Spieler von Stade Français Paris.